# Parc national des Lacs de Smolensk
Smolenskoye Poozerye, Smolensk Oblast, Russia

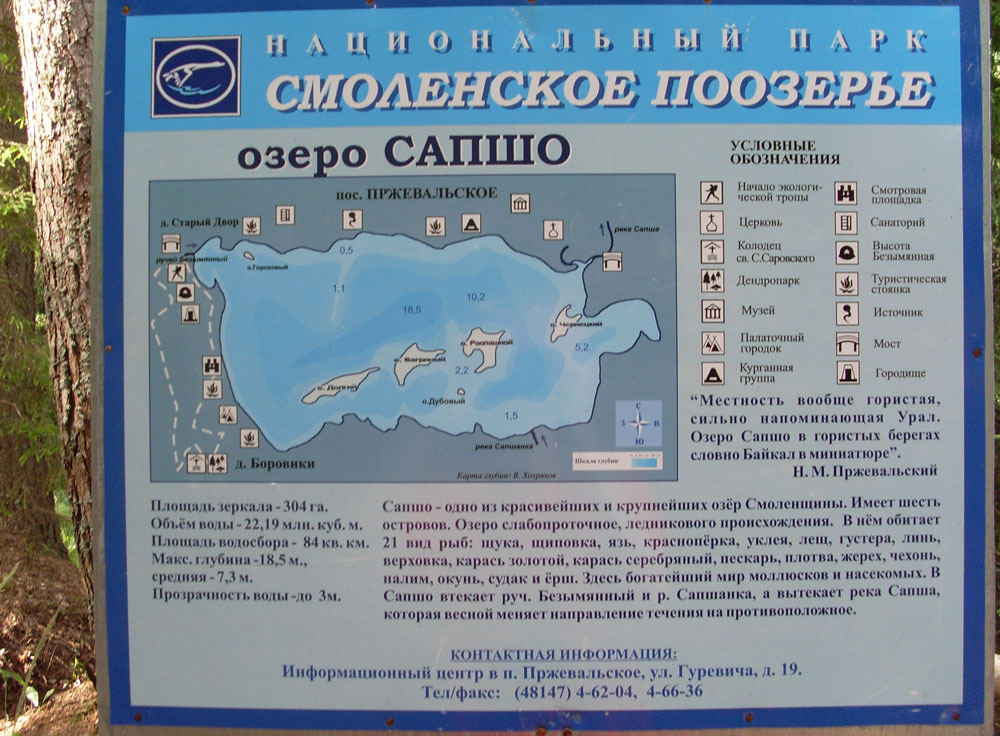
Carte de loisirs du Lac Sapsho

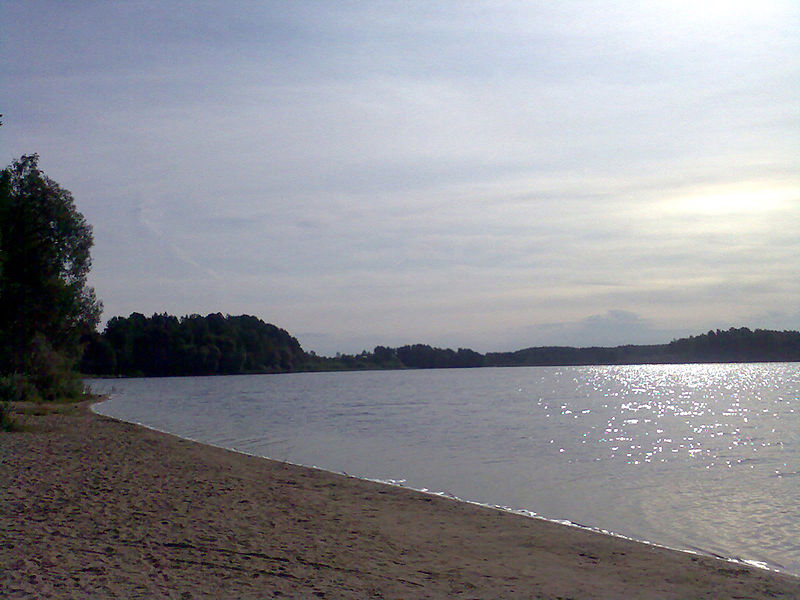
Plage sur le Lac Sapsho

Le parc national des Lacs de Smolensk (russe : Смоленское Поозерье) (ou Smolenskoye, « région des lacs de Smolensk ») est un parc national russe. Il protège un écosystème de forêts humides de 35 lacs et ses alentours, situé au nord-ouest de l'oblast de Smolensk, près de la frontière avec la Biélorussie. Il se situe dans le bassin de la Daugava (appelé en russe, la rivière « Dvina Occidentale »), à environ 64 km au nord de la ville de Smolensk. Le parc a été officiellement créé en 1992. Depuis 2002, le parc a été inclus dans le réseau international des réserves de biosphère,. Sur le plan administratif, le parc national est partagé entre les districts Demidovsky et Dukhovshchinsky, de l'oblast de Smolensk.

## Topographie
Le parc couvre une surface de 1 462 km2, il s'étend de 55 km d'est en ouest et de 50 km du nord au sud sur un réseau de rivières et de lacs de faible altitude. Le point culminant du parc ne dépasse pas 248 mètres, le plus bas est de 167 mètres. Les reliefs comprennent des graviers, des moraines, des crêtes plates et des plaines inondables. Les deux principales rivières sont la Yelsha et la Polovya. Le plus grand lac est le Lac Sapsho (3 km²), lac glaciaire et attraction touristique majeure pour sa station balnéaire de Przhevalskoye. Le parc est composé de 107 563 hectares de forêts (environ 75 % du total), 16 240 hectares de tourbières, 1 608 hectares de lacs, et 468 hectares de cours d'eau.

## Climat et écorégion

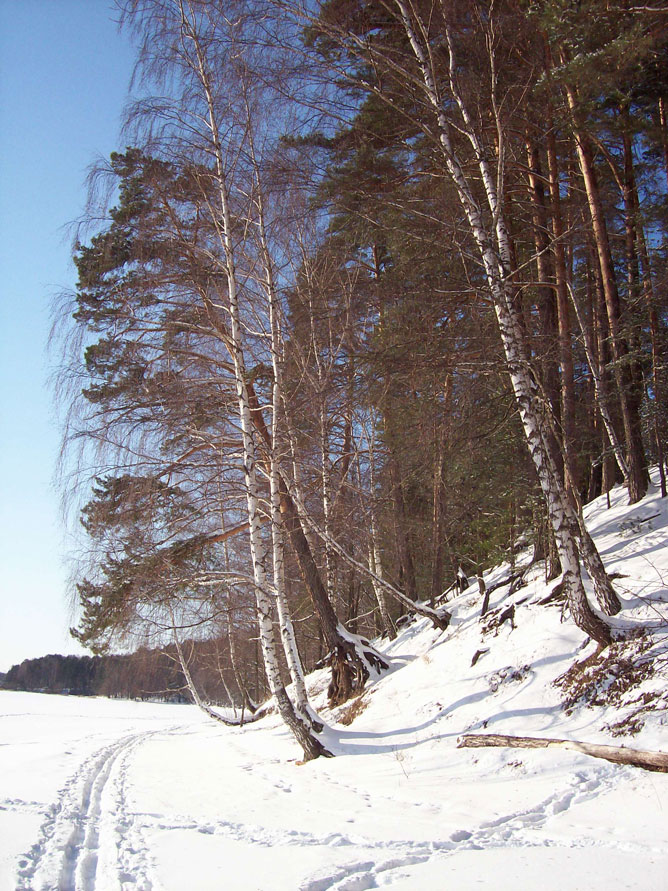
Le Lake Sapsho en hiver.

Le climat de Smolenskoye est de type « continental humide » (classification climatique de Köppen Dfb), caractérisé par quatre saisons distinctes, un écart élevé des températures entre l'hiver et l'été, des étés doux et des hivers longs, et des précipitations tout au long de l'année. Les jours peuvent être clairs en hiver, lorsque les masses d'air polaire sont présents, et en été il y a parfois des orages. Des précipitations annuelles moyennes sont de 62 centimètres.
La région des lacs de Smolensk fait partie de l'extrémité orientale de l'écorégion « forêts mixtes sarmatiques », qui s'étend du sud de la Suède à travers les pays Baltes et d'Europe centrale et orientale (y compris à Moscou) jusqu'à l'Oural. L'écorégion est composée d'une bande de forêts, de lacs et de zones humides. Le couvert forestier est généralement composé de conifères et de feuillus, avec des parties manquantes, dues à la pression de l'agriculture.
La région se caractérise par un nombre élevé d'espèces de poissons, mais relativement peu d'espèces endémiques.

## Plantes
Le parc a été conçu pour regrouper de nombreux habitats dans un espace contigu. Ces habitats sont les forêts de pins, des forêts d'épinette, de larges forêts de feuillus, des tourbières, des cariçaies le long des berges des rivières et des lacs, des prairies sèches, et des zones humides. Un examen de la couverture forestière montre comme pourcentages l'épinette (16 %), le pin (12 %), le bouleau (38 %), le tremble (13 %) et l'aulne noir (6 %).

## Animaux
Un recensement des animaux du parc a enregistré 54 espèces de mammifères, 232 espèces d'oiseaux, et 37 espèces de poissons. En 2012, le Fonds Mondial a lancé un projet intitulé "projet de Conservation et de restauration d'espèces d'oiseaux rares dans les grandes zones humides du Parc national de Smolensk".

## Histoire
Le territoire des lacs de Smolensk a été habité depuis l'antiquité, et les vestiges archéologiques sont présents dans le parc. Il y a 17 sites Néolithiques connus, et environ 25 monuments de l'Âge du Bronze. 123 villages ont été recensés dans la région. Le parc comprend une station balnéaire, Przhevalskoye, sur les rives du lac Sapsho.

## Tourisme
Le parc est développé avec des installations de loisirs, y compris le populaire spa « Saint », et une ancienne colonie de vacances « Verzhavska ». Les sentiers nature, sentiers de vélo, de cheval, d'eau et les routes touristiques sont maintenus. Il y a aussi un sentier pour les enfants appelé « les contes de Fée de la forêt russe », qui dispose d'avant-postes défensifs et de maisons des personnages folkloriques « Baba-Yaga » et « Leshy ». Des visites guidées sont organisées pour observer les oiseaux, ainsi que les sites historiques et culturels, et d'éducation scientifique. Le parc gère 32 hébergements touristiques, et 30 maisons d'hôtes. L'administration du parc estime qu'il y a de 230 000 à 250 000 visiteurs par an, dont la plupart sont des locaux.